# Tuberculipochira wittmeri
Tuberculipochira wittmeri là một loài bọ cánh cứng trong họ Cerambycidae.